# میستتس کرالووه
میستتس کرالووه (به چکی: Městec Králové) یک منطقهٔ مسکونی در جمهوری چک است که در ناحیه نیمبورک واقع شده‌است. میستتس کرالووه ۲٬۹۵۰ نفر جمعیت دارد.